# Ретро апартамент
„Ретро апартамент“ е туристически обект на Историческия музей в Димитровград и представя социалистическия бит от 50-те – 60-те години на ХХ век. Помещава се в сграда от емблематичния „сталински“ тип архитектура, характерна за центъра на града.

## История
През 2012 г. Димитровград е включен в международния проект „АТРИУМ – Архитектура на тоталитарните режими на ХХ век в градското управление”. Вследствие на проекта са събрани и систематизирани множество свидетелства за материалното и нематериалното културно наследство от периода на социализма. 
През 2014 г. община Димитровград и Историческият музей започват подготвителни дейности за обособяването на обекта.
„Ретро апартамент“ е открит през 2017 г. по повод празника на Димитровград – 2 септември.

## Експозиция
Сградата, в която се помещава обекта, е построена през 1952 – 1953 г. и се състои от четири стаи. Всяко едно от помещенията може да се разглежда като отделно експозиционно пространство. В жилището са обособени кухня, хол, спалня и кабинет (канцелария). Отделните стаи са обзаведени с типичните мебели, характерни за периода, а кабинетът представлява „класическа” ведомствена канцелария от времето на социализма с характерната мебелировка и атмосфера. Апартаментът е оборудван и с обичайната за тогавашните домакинства техника като хладилник „Саратов”, пералня СМП-1,5, прахосмукачка „Емка”, телевизор „Опера“, музикален шкаф „ВЕФ АКОРД”, радио „Пионер”, радио „Христо Ботев”, радиоточка и др. Експозиционните единици се допълват от книги и списания, грамофонни плочи, текстил и други елементи на бита.